# MTV Video Music Awards de 2015
A cerimônia do MTV Video Music Awards de 2015 foi realizada em 30 de agosto de 2015 no Microsoft Theater, em Los Angeles, na Califórnia. A sua apresentação esteve a cargo de Miley Cyrus, que serviu como a primeira apresentadora do evento desde Kevin Hart, em 2012.

## Indicações
A lista de indicados foi revelada em 21 de julho de 2015 através do Beats 1, programa do serviço de streaming Apple Music. Os nomeados para a categoria de Canção do Verão foram divulgados em 18 do mês seguinte. Os vencedores estão destacados em negrito.

### Vídeo do Ano
Taylor Swift (com Kendrick Lamar) — "Bad Blood"
- Beyoncé — "7/11"
- Kendrick Lamar — "Alright"
- Mark Ronson (com Bruno Mars) — "Uptown Funk"
- Ed Sheeran — "Thinking Out Loud"

### Melhor Vídeo Masculino
Mark Ronson (com Bruno Mars) — "Uptown Funk"
- Nick Jonas — "Chains"
- Kendrick Lamar — "Alright"
- Ed Sheeran — "Thinking Out Loud"
- The Weeknd — "Earned It"

### Melhor Vídeo Feminino
Taylor Swift — "Blank Space"
- Beyoncé — "7/11"
- Ellie Goulding — "Love Me like You Do"
- Nicki Minaj — "Anaconda"
- Sia — "Elastic Heart"

### Artist to Watch
Fetty Wap — "Trap Queen"
- James Bay — "Hold Back the River"
- George Ezra — "Budapest"
- FKA twigs — "Pendulum"
- Vance Joy — "Riptide"

### Melhor Vídeo Pop
Taylor Swift — "Blank Space"
- Beyoncé — "7/11"
- Maroon 5 — "Sugar"
- Mark Ronson (com Bruno Mars) — "Uptown Funk"
- Ed Sheeran — "Thinking Out Loud"

### Melhor Vídeo Rock
Fall Out Boy — "Uma Thurman"
- Arctic Monkeys — "Why'd You Only Call Me When You're High?"
- Florence + the Machine — "Ship to Wreck"
- Hozier — "Take Me to Church"
- Walk the Moon — "Shut Up and Dance"

### Melhor Vídeo Hip-Hop
Nicki Minaj — "Anaconda"
- Big Sean (com E-40) — "I Don't Fuck with You"
- Fetty Wap — "Trap Queen"
- Kendrick Lamar — "Alright"
- Wiz Khalifa (com Charlie Puth) — "See You Again"

### Melhor Colaboração
Taylor Swift (com Kendrick Lamar) — "Bad Blood"
- Ariana Grande e The Weeknd — "Love Me Harder"
- Jessie J, Ariana Grande e Nicki Minaj — "Bang Bang"
- Mark Ronson (com Bruno Mars) — "Uptown Funk"
- Wiz Khalifa (com Charlie Puth) — "See You Again"

### Melhor Direção
Kendrick Lamar — "Alright" (Diretores: Colin Tilley e Little Homies)
- Childish Gambino — "Sober" (Diretor: Hiro Murai)
- Hozier — "Take Me to Church" (Diretores: Brendan Canty and Conal Thomson)
- Mark Ronson (com Bruno Mars) — "Uptown Funk" (Diretores: Bruno Mars e Cameron Duddy)
- Taylor Swift (com Kendrick Lamar) — "Bad Blood" (Diretor: Joseph Kahn)

### Melhor Coreografia
OK Go — "I Won't Let You Down" (Coreógrafos: OK Go, air:man e Mori Harano)
- Beyoncé — "7/11" (Coreógrafos: Beyoncé, Chris Grant e Gabriel Valenciano)
- Chet Faker — "Gold" (Coreógrafo: Ryan Heffington)
- Flying Lotus (com Kendrick Lamar) — "Never Catch Me" (Coreógrafos: Keone Madrid e Mari Madrid)
- Ed Sheeran — "Don't" (Coreógrafos: Nappytabs)

### Melhores Efeitos Visuais
Jack Ü (com Justin Bieber) — "Where Are U Now" (Efeitos visuais: Brewer)
- Childish Gambino — "Telegraph Ave" (Efeitos visuais: Gloria FX)
- FKA twigs — "Two Weeks" (Efeitos visuais: Gloria FX, Tomash Kuzmytskyi, and Max Chyzhevskyy)
- Taylor Swift (com Kendrick Lamar) — "Bad Blood" (Efeitos visuais: Ingenuity Studios)
- Tyler, The Creator — "Fucking Young/Death Camp" (Efeitos visuais: Gloria FX)

### Melhor Direção Artística
Snoop Dogg — "So Many Pros" (Diretor artístico: Jason Fijal)
- The Chemical Brothers — "Go" (Diretor artístico: Michel Gondry)
- Jack Ü (com Justin Bieber) — "Where Are U Now" (Diretor artístico: Brewer)
- Taylor Swift (com Kendrick Lamar) — "Bad Blood" (Diretor artístico: Charles Infante)
- Jack White — "Would You Fight for My Love?" (Diretor artístico: Jeff Peterson)

### Melhor Edição
Beyoncé — "7/11" (Editores: Beyoncé, Ed Burke e Jonathan Wing)
- A$AP Rocky — "LSD" (Editor: Dexter Navy)
- Ed Sheeran — "Don't" (Editor: Jacquelyn London)
- Jack Ü (com Justin Bieber) — "Where Are U Now" (Editor: Brewer)
- Taylor Swift (com Kendrick Lamar) — "Bad Blood" (Editor: Chancler Haynes)

### Melhor Cinematografia
- Flying Lotus (com Kendrick Lamar) — "Never Catch Me" (Diretor de fotografia: Larkin Sieple)
- alt-J — "Left Hand Free" (Diretor de fotografia: Mike Simpson)
- FKA twigs — "Two Weeks" (Diretor de fotografia: Justin Brown)
- Ed Sheeran — "Thinking Out Loud" (Diretor de fotografia: Daniel Pearl)
- Taylor Swift (com Kendrick Lamar) — "Bad Blood" (Diretor de fotografia: Christopher Probst)

### Melhor Vídeo com uma Mensagem Social
Big Sean (com Kanye West and John Legend) — "One Man Can Change the World"
- Colbie Caillat — "Try"
- Jennifer Hudson — "I Still Love You"
- Rihanna — "American Oxygen"
- Wale — "The White Shoes"

### Canção do Verão
5 Seconds of Summer — "She's Kinda Hot"
- Fetty Wap — "My Way"
- Fifth Harmony — "Worth It"
- Selena Gomez (com ASAP Rocky) — "Good for You"
- David Guetta (com Nicki Minaj) — "Hey Mama"
- Demi Lovato — "Cool for the Summer"
- Major Lazer (com DJ Snake e MØ) — "Lean On"
- OMI — "Cheerleader"
- Silentó — "Watch Me (Whip/Nae Nae)"
- Jack Ü (com Justin Bieber) — "Where Are U Now"
- Taylor Swift (com Kendrick Lamar) — "Bad Blood"
- The Weeknd — "Can't Feel My Face"

### Michael Jackson Video Vanguard Award
- Kanye West[5]